# 至尊無賴
《至尊無賴》是2006年首映的香港電影。陳嘉上、林超賢聯合導演，鄭中基、傅穎、吳佩慈、林子聰、楊愛瑾、官恩娜主演。

## 劇情
外號發仔的孫子兵(鄭中基飾)是一名茶餐廳夥計，做人沒有人生方向及目標，常與小嘍囉混在一起。一天，黑道大哥杜奇風遺失了一件重要東西，懷疑是敵對幫大姐大"行姐"所為。杜奇風派人與行姐談判不果，期間發仔被逼行刺行姐失敗受傷，亦被茶餐廳老闆解僱，整天在網咖游蕩。其後發仔遇見三位女警，告訴他其實是個失憶的臥底警探(編號147258)，並請他協助辦案，發仔半信半疑地執行勤務。在行動中，杜奇風認識了發仔，也使他在幫派中平步青雲。發仔偷偷發現杜奇風的重要寶物就在這幾個女警手上，更發現它竟關係著一個重大的秘密…。

## 演员
| 演员                    | 角色          | 备注 |
| 鄭中基                  | 孫子兵        | 發仔(因為孫子兵欠法) 茶餐廳夥計，黑幫小嘍囉，後為杜奇風契弟 被莊情誤認為失憶臥底警員樓韋強 七、八年前暗戀嚴淑賢                                                                            |
| 鄭中基                  | 杜奇風/樓韋強 | 黑道大哥 失憶臥底警員樓韋強(編號147258) 五年前六月三十日因一次意外被人打破頭而失憶 嚴淑賢之夫，但真實為同性戀者，故對其無愛意 與行姐敵對 遺失重要物件(實為其警員委任證) 影射杜琪峰、劉偉強 |
| 傅穎                    | 莊情          | 特別情報組督察 懂催眠術 誤認孫子兵身份實為失憶警員樓韋強 影射莊澄 |
| 吳佩慈 （粵配：周恩恩） | 嚴淑賢        | 杜奇風之妻 竊取杜奇風(樓韋強)之警員委任證後郵寄給莊情 |
| 林子聰                  | 朱月月        | 孫子兵死黨 |
| 楊愛瑾                  | 美莎          | 特別情報組警員 |
| 官恩娜                  | 36            | 特別情報組警員 擅長武術 |
| 葉璇                    | 行姐          | 黑道大姐 特別演出 與杜奇風敵對 |
| 伍允龍                  | 鴻飛          | 杜奇風之打手 |
| 洪天明                  | 爆哥          | 客串 孫子兵之黑幫大佬 |
| 馮勉恆                  | 左口          | 客串 杜奇風之助手 |
| 劉浩良                  | 救護員        | 客串 |
| 小斌女                  | 魯板良        | 客串 網吧老闆娘 |
| 陳錦泉                  | 快餐店老闆    | 客串 |

## 音樂
劇中插曲青春豆是收錄在徐小明於1980年推出的專輯《明仔來的電話 青春豆》，此曲亦是改編自Boney M.於1978年演唱的歌曲拉斯普京。

## 外部連結
- 開眼電影網上《至尊無賴》的資料（繁體中文）
- 香港影庫上《至尊無賴》的資料（繁體中文）
- 时光网上《至尊無賴》的資料（简体中文）
- 豆瓣电影上《至尊無賴》的資料 （简体中文）
- AllMovie上《至尊無賴》的资料（英文）
- 爛番茄上《至尊無賴》的資料（英文）
- 互联网电影数据库（IMDb）上《至尊無賴》的资料（英文）}